# Oboa
Az oboa (francia hautbois = 'erős/magas hangú fa') a nádnyelves hangszerek családjába tartozik, kettős nádnyelves fúvókával megszólaltatott fúvós hangszer. Kónikus, tehát kúpos furatú, fából készült, billentyűzettel ellátott teste van.

## Leírása

### A nád
Az oboa fúvókája egy fémcsövecskére cérnával felkötözött két, egymással szembefordított nádlapocskából áll. A két nádat úgy szorítják egymáshoz, hogy felső nyílásuk lapított lencseformájú legyen. Csőszerű másik vége parafából készült toldalékkal illeszkedik a hangszer felső részének furatába. Megszólaltatásához a megnedvesített, beáztatott nádfúvókát a zenész szorosan megfeszített, kissé befelé fordított, széthúzott ajkai közé veszi, és levegőt présel át rajta. A kettős nádsíp nyelvsípként működik, vagyis a hangszer csőrezonanciája olyan módon hat vissza a nádakra, hogy azok a zenész ajkaival együtt az adott rezgési módusznak megfelelően folyamatos rezgésbe jönnek, periodikus nyomásingadozást, hangot keltve. A hangképzéshez nagyon kevés levegő, de nagy légnyomás kell, ezért az oboajáték hosszú távon igen fárasztó.

### A test
Az oboa leggyakrabban grenadilfából készül és 3 részre szedhető, ezek neve felső rész, középső rész és korpusz. Habár a nádsípja miatt akusztikailag egyik végén zárt csőnek tekinthető, kónikus furatának köszönhetően a klarinéttől eltérően nem kvintelő hangszer, légoszlopának rezonanciái a teljes felhangsort tartalmazzák. Ennek köszönheti lágy, de mégis átható, jellegzetes hangszínét is. Sokan vélik úgy, hogy az oboa hangja áll az összes hangszer közül a legközelebb az emberi hanghoz. A legtöbb fafúvós hangszerhez hasonlóan a különböző hangmagasságok előállítására hanglyukak szolgálnak, amelyek a rezonáló légoszlop hosszúságát szabályozzák a hangszertestben. Ezeket ezüstözött billentyűk takarják, a tiszta játékot a sok ún. hangolólyuk segíti, melyek a billentyűkhöz kapcsolt áttételes mechanikával nyitódnak-csukódnak. A hangolás a nád pozicionálásával történik, a cső meghosszabbításával (nád kihúzása) mélyebb frekvenciát, rövidítésével (betolás) magasabbat érhetünk el. Az oboa c-hangolású.

## Története

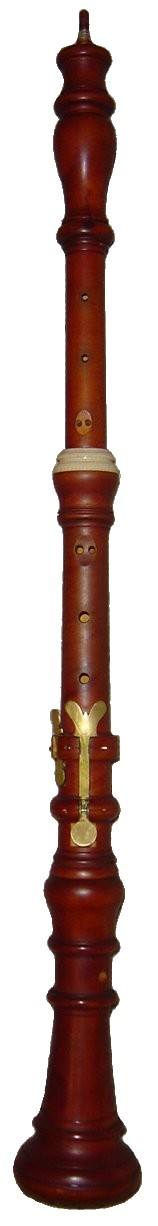
Barokk oboa

Az oboa ókori előfutára a görög aulosz, amelynek kettős nádnyelves fúvókája lehetett, de az oboával ellentétben testének furata hengeres volt. A középkori Európában az arabok zurna nevű kettős nádfúvókás hangszere hatására alakult ki a schalmei, majd később a pommer, mely az oboa közvetlen elődje lett. 
A barokk korban (17. század) találkozunk először a diszkantpommerből kifejlődött oboával, melynek ekkor még csak 2 billentyűje volt, és a hangterjedelme c’-től esz’’’-ig terjedt. A barokk oboán még nem volt cisz’ és oktávbillentyű sem, a magasabb hangokat átfújással lehetett képezni. Ezt a hangszer megváltozott fúvásmódja tette lehetővé, a nádfúvókának a zenész már csak a legvégét szorította ajkai közé, nem vette teljes egészében szájüregébe mint azelőtt, így jobban ellenőrzése alatt tarthatta a hang létrejöttét. A barokk oboát az Hotteterre család tagjai fejlesztették ki, Jean-Baptiste Lully használta először zenekarban 1664-ben. 
A klasszikus korban az oboának már 8 billentyűje volt, többek között egy oktávbillentyű is, ami jelentősen megkönnyítette a magas hangok képzését. Hangterjedelme c’-től f’’’-ig terjedt. 
Végül napjainkban az oboa már több mint 20 billentyűs, bonyolult mechanikával rendelkezik, és hangterjedelme majdnem 3 oktávra bővült: b-től a’’’-ig.

## A hangszercsalád
Az oboa hangszercsalád tagjai az a-hangolású oboa d’amore (g-e’’’), az f-hangolású angolkürt (e-b’’), a heckelphon nevű baritonoboa (H-f’’). Gyakran ide sorolják még a szarruszofont, mely fémből készül, és ujjazata a szaxofonéra hasonlít, valamint a fagottot és a kontrafagottot is.

## Szerepe a zenekarban
Az oboa az egyik legfontosabb hangszer a zenekarban. Könnyű hozzá hangolni, mivel hangja felhangokban gazdag. Ezért a legtöbb zenekarban az oboa adja az a alaphangot.

## Hangszerkészítők és gyártók

### 17-18. század
- Johann Christoph Denner
- Thomas Stanesby

### Napjainkban
- Buffet
- Frank
- Howarth
- Lorée
- Marigaux
- Mönnig
- Rigoutat

## Fontosabb művek oboára

### Oboa szóló
- Luciano Berio: Sequenza VII
- Benjamin Britten: 6 Metamorphoses after Ovid
- Niccolò Castiglioni: Alef
- Doráti Antal: 5 Pièces
- Heinz Holliger: Sonate; Studie II.
- Jacques Hotteterre: 48 Preludes
- Karlheinz Stockhausen: In Freundschaft

### Oboa zongora- vagy csembalókísérettel
- Johann Sebastian Bach: g-moll szonáta BWV 1030
- Eugène Bozza: Fantaisie pastorale
- Benjamin Britten: Temporal Variations; Two Insect Pieces
- Doráti Antal: Duo concertante
- Henri Dutilleux: Szonáta
- Paul Hindemith: Szonáta
- Giacomo Ponchielli: Capriccio
- Francis Poulenc: Szonáta
- Camille Saint-Saëns: Szonáta
- Robert Schumann: 3 Románc
- Makoto Shinohara: Obsession
- Níkosz Szkalkótasz: Concertino
- Georg Philipp Telemann: Szonáták
- Antonio Vivaldi: “Nagy” C-dúr szonáta

### Oboaversenyek
- Tomaso Albinoni: Oboversenyek
- Ludwig August Lebrun: Oboaversenyek No. 1-6.
- Johann Sebastian Bach: c-moll kettősverseny
- Elliott Carter: Concerto
- Georg Friedrich Händel: Oboaversenyek
- Joseph Haydn: C-dúr oboaverseny
- Alessandro Marcello: d-moll oboaverseny
- Bohuslav Martinů: Oboaverseny
- Wolfgang Amadeus Mozart: C-dúr oboaverseny
- Richard Strauss: Concerto
- Ralph Vaughan Williams: Oboaverseny
- Antonio Vivaldi: Oboaversenyek
- Heinz Werner Zimmermann: Oboaverseny
- Ligeti György: Fuvola-oboa kettősverseny
- Carl Philipp Emanuel Bach: B-dúr oboaverseny

### Kamarazene oboával
- Ludwig van Beethoven: C-dúr trió; G-dúr trió (2 oboa, angolkürt)
- Luciano Berio: Opus Nº ZOO (fúvósötös)
- Jean Francaix: Quartet (fuvola, oboa, klarinét, fagott)
- Leoš Janáček: Mládí (fúvósötös + basszusklarinét)
- Wolfgang Amadeus Mozart: Oboanégyes (oboa, hegedű, brácsa, cselló)
- Wolfgang Amadeus Mozart: Zongoraötös (oboa, klarinét, fagott, kürt, zongora)
- Francis Poulenc: Trio (oboa, fagott, zongora)
- Jan Dismas Zelenka: 6 Szonáta (2 oboa, hegedű, fagott, basso continuo)
- Maurice Ravel: Le Tombeau de Couperin (2 oboa, kis zenekar)